# Woubrugge
Woubrugge is een dorp in de gemeente Kaag en Braassem, in de Nederlandse provincie Zuid-Holland. Het dorp ligt circa 10 km ten oosten van Leiden.

## Gemeente Woubrugge
Tot begin 19e eeuw stond het gebied rond het dorp Woubrugge bekend als de 'Heerlijkheid van Esselijkerwoude en Heer-Jacobswoude'. Toen in 1811 de gemeente als bestuursvorm werd ingevoerd, werd Woubrugge een zelfstandige gemeente met hetzelfde gebied als deze heerlijkheid. In 1855 werd Hoogmade aan Woubrugge toegevoegd. Als een gemeente met twee dorpen bleef Woubrugge bestaan tot 1 januari 1991. Op die datum fuseerden de gemeenten Woubrugge, Rijnsaterwoude en Leimuiden tot Jacobswoude. De nieuwe gemeente was genoemd naar het verdwenen dorp Jacobswoude. Achttien jaar later, op 1 januari 2009 werd deze gemeente samengevoegd met de gemeente Alkemade. Ze vormen vanaf die datum de gemeente Kaag en Braassem.

## Geografie
Woubrugge ligt in de Polder Oudendijk, langs de Woudwetering. Ten noorden van Woubrugge liggen het Braassemermeer en de Wijde Aa. Ten oosten van de dorpskern lag voorheen het dorp Jacobswoude, dat door vervening verdween en waarvan de bewoners uitweken naar de dijk langs de Woudwetering, zodat Woubrugge ontstond. Tussen Woubrugge, Rijnsaterwoude en Alphen aan den Rijn liggen noordoostelijk de Vierambachtspolder uit 1744 met zijn typerende gemengd weide- en akkerlandschap en zuidoostelijk de Zwetpolder, die onderdeel was van het opgeheven waterschap Zwetpolder.
Vanwege de centrale ligging van Woubrugge ten opzichte van een aantal dorpen en buurtschappen zijn er diverse voorzieningen, zoals sportverenigingen, een klein winkelcentrum, een huisartsenpraktijk en een tandartspraktijk.

## Sport en recreatie
Woubrugge is vooral bekend bij watersporters vanwege de gunstige ligging ten opzichte van de Wijde Aa, het Braassemermeer en de Westeinder- en Kagerplassen. Daarnaast heeft Woubrugge vele verschillende faciliteiten zoals de sloepenhaven. Dit maakt het dorp een ideale locatie voor watersporters.
Langs het Braassemermeer loopt de Staande Mastroute voor (zeil)boten met een opbouw van meer dan zes meter. De route loopt vanaf het IJsselmeer naar Zeeland (en terug). De bediening van bruggen en sluizen is afgestemd, zodat de route in principe binnen 24 uur te varen is.
De plaats is gelegen aan de Europese wandelroute E11, ter plaatse ook wel Marskramerpad geheten. Komende vanaf Hoogmade via de Wijde Aa loopt de route via de Woudwetering naar en van het centrum. Via de weilanden vervolgt de route richting Langeraar.
Een rondwandelroute bij Woubrugge is de Wijde Aa route.
Een fietsroute is de Braassemermeerroute.

## Geboren
- Cornelis Kempenaar (1775-1851), burgemeester
- Arie Visser (1826-1896), wethouder, raadslid en president-kerkvoogd
- Henk Angenent (1967), voormalig marathonschaatser en spruitjeskweker en winnaar van de Elfstedentocht van 1997.
- Margot Boer (1985), langebaanschaatsster
- Malou Petter (1990), journaliste

## Zie ook

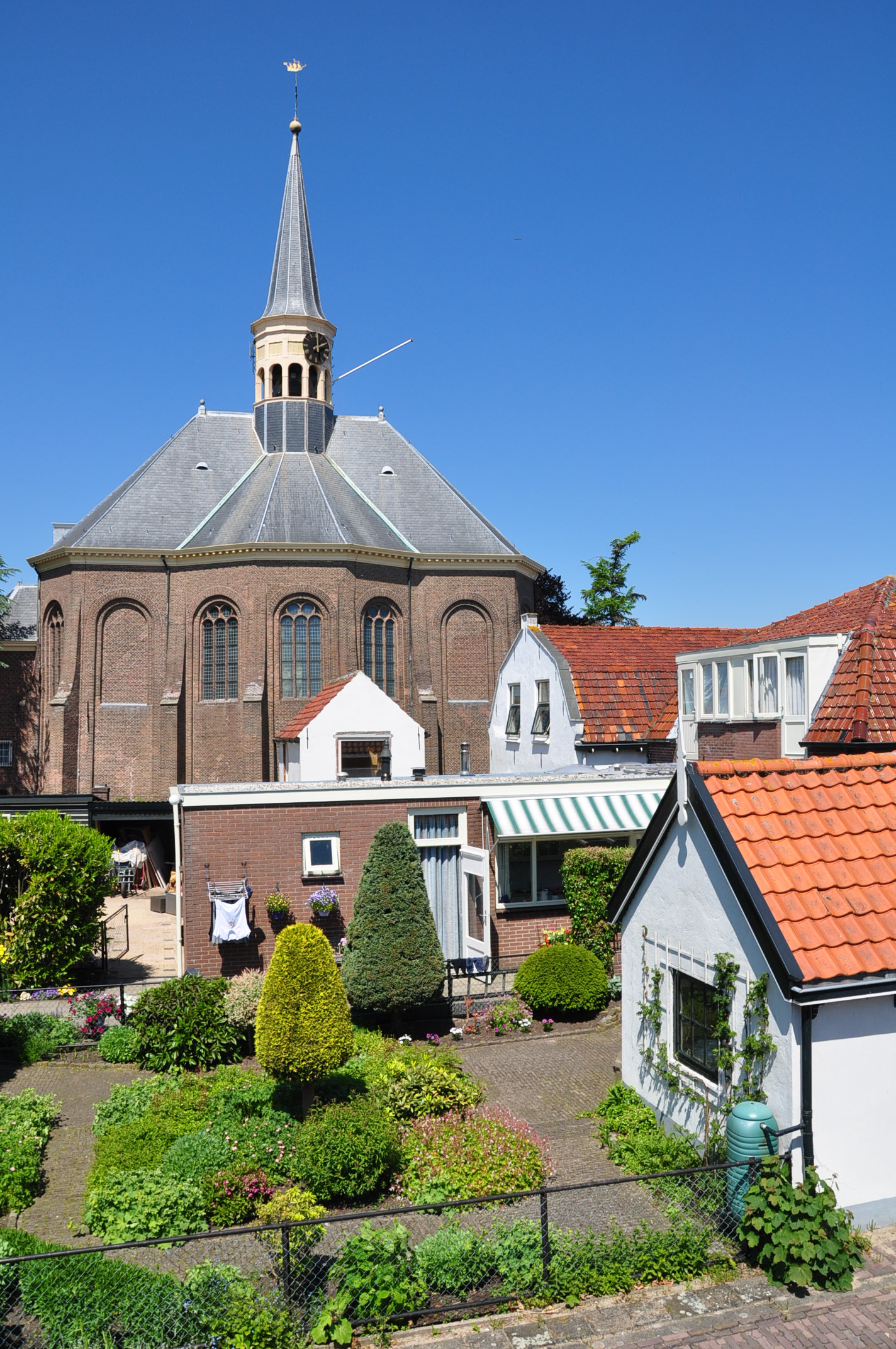
Het oude centrum met de Nederlandse Hervormde kerk
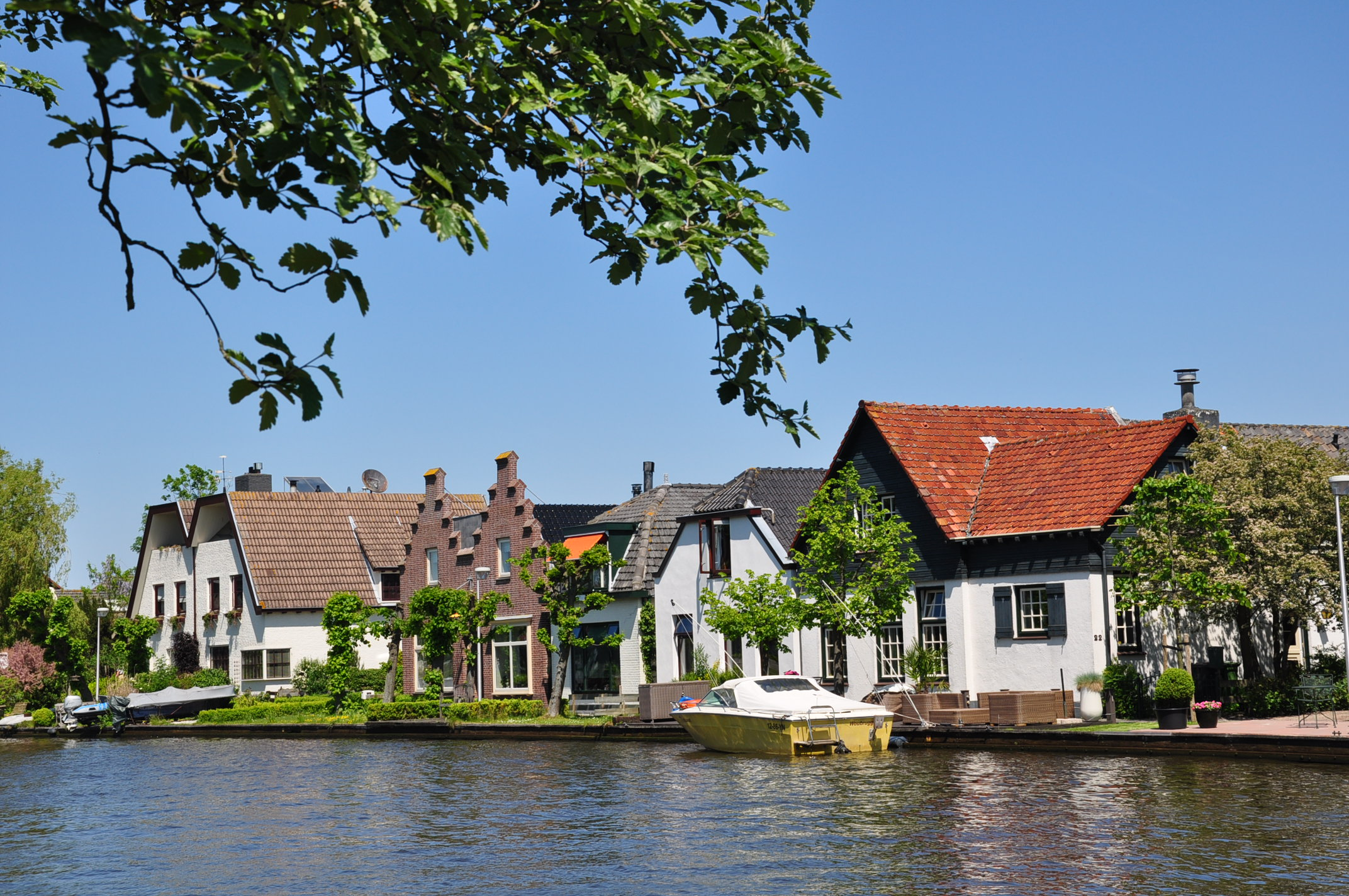
Voorjaar langs de Woudwetering
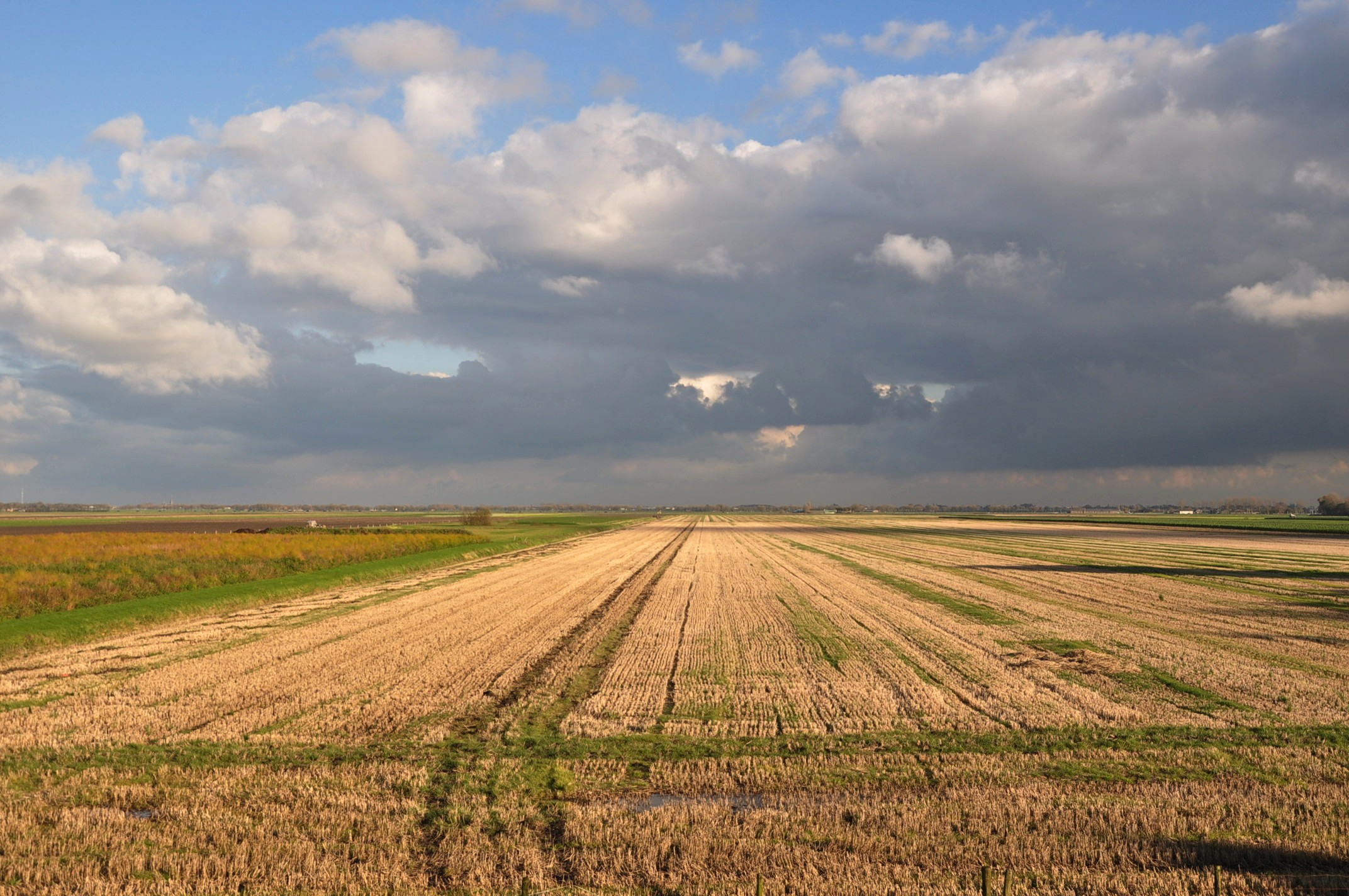
De Vierambachtspolder
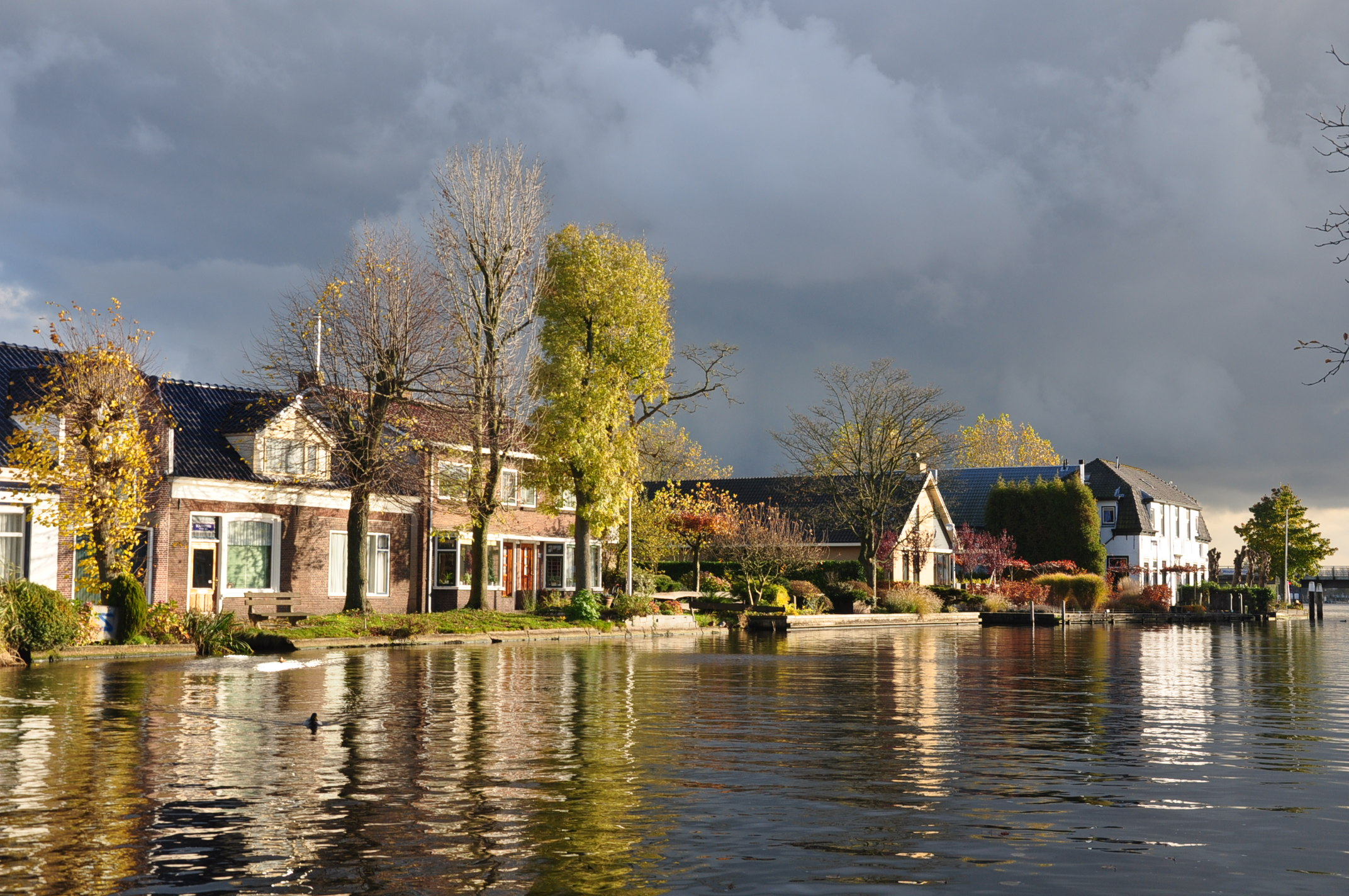
Woubrugge in november
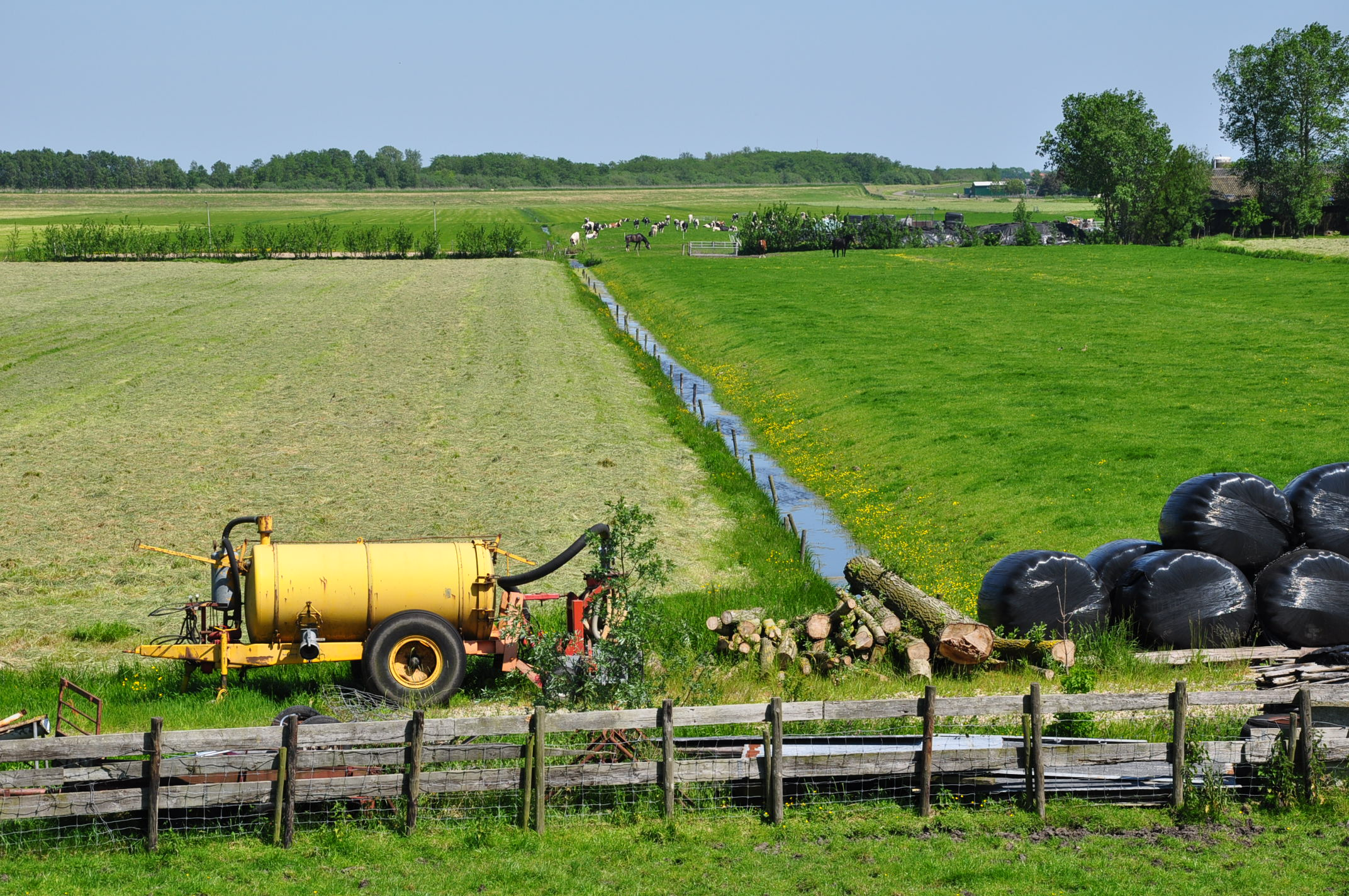
De Zwetpolder